# Micro Machines (Computerspiel)
Micro Machines ist ein Rennspiel, das von Codemasters entwickelt und ursprünglich von Camerica 1991 für das Nintendo Entertainment System veröffentlicht wurde. Es basiert auf der Spielzeugserie Micro Machines und ist der erste Teil der Micro-Machines-Computerspielreihe. Das Spiel wurde auf zahlreiche Plattformen portiert und mehrfach für neue Konsolengenerationen neu aufgelegt.

## Entwicklung
Auch wenn es sich um ein offizielles Lizenzspiel der Marke Micro Machines handelt so besaß Codemasters keine Lizenz für Nintendos Spielekonsole. Die Steckmodule wurden auf Basis von Reverse Engineering entwickelt.

## Rezeption
Auf dem NES und dem Mega Drive falle die Grafik spartanisch aus. Da auf Parallax-Ebenen verzichtet wird, wirke sie sehr zweidimensional. Die leichte Steuerung und die ausgefeilten Streckenführungen sorgen jedoch für hohen Spielspaß, insbesondere im Mehrspielermodus. Die Verwendung von bekannten Spielzeugmodellautos habe einen gewissen Nostalgieeffekt. Während die Grafik eher zweckmäßig bleibe, sei die Steuerung angenehm exakt.
Mit Booten, Panzer und Helikopter werden sehr unterschiedliche Fahrzeugtypen geboten. Auch die Miniaturlandschaften der Strecken sorgen für viel Abwechslung. Die Sprites seien sehr klein, aber auf dem Amiga gegenüber der Originalkonsolenfassung leicht verbessert. Musik und Geräuschkulisse sei gelungen. Ein Streckeneditor fehle jedoch.
Die Version für den PC sei eine direkte Portierung des Amiga-Spiels mit dessen limitierter Farbpalette. Auch die AdLib Geräuschkulisse sei auf dem PC eher karg.
Für Heinrich Lenhardt von PC Player sei dies aber auch nicht unbedingt störend. Die Idee sei einfach, mit Tastatur gut zu bedienen und habe einen ausgefeilten Spielwitz. Die Grafik sei zwar spartanisch, aber die Hindernisse der Strecken aus Vogelperspektive witzig. Elemente zur Langzeitmotivation wie Fahrzeug-Tuning fehlen jedoch. Die Maussteuerung sei ebenfalls gut gelungen.
Auf dem Game Gear sei sogar das gemeinsame Spielen an einer Konsole möglich.
Die Umsetzung für Philips CD-i sei völlig misslungen. Das Spiel sei abgespeckt, aber der Bildlauf trotzdem sehr ruckelig.
Die Royal Mail brachte 2020 einen Satz von zwölf Briefmarken mit Motiven aus britischen Computerspielen heraus, in dem ein Wert das Originalspiel Micro Machines von 1991 zeigt.